# Csabai István
Csabai István (Kecskemét, 1965. április 28.) magyar fizikus, egyetemi tanár, a Magyar Tudományos Akadémia rendes tagja. Az Eötvös Loránd Tudományegyetem Természettudományi Kar Fizikai Intézet oktatója.

## Tanulmányai
1989-ben szerzett bifizikus diplomát az Eötvös Loránd Tudományegyetemen.
1992-ben szerzett doktori fokozatot. A doktori értekezésének a címe: Neuronhálózat modellek vizsgálata és alkalmazása. 2003-ban habilitált az ELTE-n. 2008-ban védte meg a Magyar Tudományos Akadémia doktori értekezését. 2019-ben az MTA levelező, 2025-ben rendes tagjává választották.

## Munkássága
1992 és 2006 között több részletben vendégkutató a Johns Hopkins Egyetemen, Baltimore-ban. 1993 és 2001 között a ELTE Bolyai Kollégium vezető tanára. 1992-ben egyetemi tanársegéd kinevezést kapott az ELTE Atomfizikai Tanszékém. 1998-ban egyetemi adjunktus lesz az ELTE Komplex Rendszerek Fizikája Tanszékén, majd 2002-ben docensi kinevezést kap. 2009-től egyetemi tanár szintén az ELTE Komplex Rendszerek Fizikája Tanszékén. 2010 és 2011 között látogató professzor a The Johns Hopkins Egyetemen. 2015-ben az ELTE Fizikai Intézet professzor tanács elnökévé választották.

## Kutatás
Csabai István kutatásai a fotometrikus vöröseltolódások meghatározása, az univerzum nagyskálás szerkezetére fókuszálnak. Ezenfelül éredklődik a nagy, komplex tudományos adatbázisok fejlesztése a modern számítástudomány eszközeivel, virtuális obszervatóriumok iránt is. Mindemellett kutatási területei közé tartozik a nagy mennyiségű tudományos adat statisztikai elemzése, adatbányászat, mesterséges intelligencia, a komplex rendszerek és komplex hálózatok vizsgálata, számítógépes-, szociális- és pénzügyi hálózatok elemzése, a bioinformatika, új generációs génszekvenálási adatok elemzése, és a rák-genomika.

## Publikációk
Az alábbi kéziratok a legidézettebek a Google Tudós alapján.:
- D Ribli, B.A Pataki, I Csabai : An improved cosmological parameter inference scheme motivated by deep learning, Nature Astronomy DOI
- D Ribli, A Horváth, Z Unger, P Pollner, I Csabai: Detecting and classifying lesions in mammograms with Deep Learning, Scientific reports 8 (1), 4165 (2018)
- G Rácz, L Dobos, R Beck, I Szapudi, I Csabai: Concordance cosmology without dark energy, Monthly Notices of the Royal Astronomical Society: Letters 469 (1), L1-L5 (2017)
- D Takeda et al.: A somatically acquired enhancer of the androgen receptor is a noncoding driver in advanced prostate cancer, Cell 174 2 422-432.e13 (2018)
- R Beck, L Dobos, T Budavári, AS Szalay, I Csabai: Photometric redshifts for the SDSS Data Release 12, Monthly Notices of the Royal Astronomical Society 460 (2), 1371-1381 (2016)
- S. Spisak et al.: CAUSEL: an epigenome-and genome-editing pipeline for establishing function of noncoding GWAS variants, Nature medicine 21 (11), 1357 (2015)
- D Kondor, M Pósfai, I Csabai, G Vattay: Do the rich get richer? An empirical analysis of the Bitcoin transaction network, PloS one 9 (2), e86197 (2014)
- G Vattay, D Salahub, I Csabai, A Nassimi, SA Kaufmann: Quantum criticality at the origin of life, Journal of Physics: Conference Series 626 (1), 012023 (2015)
- Z Bagoly, D Szécsi, LG Balázs, I Csabai, I Horváth, L Dobos, J Lichtenberger, L.V Tóth: Searching for electromagnetic counterpart of LIGO gravitational waves in the Fermi GBM data with ADWO, Astronomy & Astrophysics 593, L10 (2016)
- G Rácz, I Szapudi, I Csabai, L Dobos: Compactified cosmological simulations of the infinite universe, Monthly Notices of the Royal Astronomical Society 477 (2), 1949-1957 (2018)